# Luigi Losito
Luigi Losito (* 1905 in Bari, Italien; † 1992 in Berlin) war ein seit 1936 in Deutschland lebender italienischer Maler.

## Leben
Luigi Losito wurde in Bari/Süditalien geboren und wuchs dort auf. Nach einem gymnasialen Abschluss studierte Losito an den Kunstakademien in Neapel und Rom. 1932 wurde er als Dozent für Kunstgeschichte und Malerei an die Kunsthochschule in Neapel berufen. In dieser Zeit fertigte er Aktskizzen in Anlehnung an antike Skulpturen an. Rötelzeichnungen und erste Arbeiten in Öl folgten. Hauptinspiration und Thema waren die Landschaften Süditaliens und den dort lebenden Menschen. In dieser Zeit lernte er Gino Severini kennen, der ihn in seiner künstlerischen Weiterentwicklung beeinflusste. Ausstellungen in Rom, Neapel, Venedig und Mailand folgten.
1932 lernte Losito in Neapel seine spätere Frau Lieselotte Hinte kennen, mit der er sich ab 1936 in Köln, Deutschland niederließ und eine Kunstgalerie eröffnete. 1936 folgten Ausstellungen in Frankfurt am Main, München und Berlin. Von Reisen durch Deutschland brachte Losito viele Eindrücke mit, die er in verschiedenen Maltechniken bildlich festhielt. Einen besonderen geografischen Bezug entwickelte Losito zur Gegend um Berchtesgaden am Königssee, die in vielen seiner Werke zum Ausdruck kommt. Aufgrund massiver Kriegseinwirkungen zog Losito mit seiner Frau, den Kindern Tiziana, Donatello und Leonardo von Köln nach Magdeburg und wohnte dort bei seinen Schwiegereltern. In den ersten Jahren nach der Beendigung des Zweiten Weltkrieges widmete sich Losito in seinen künstlerischen Themen dem Wiederaufbau der stark zerstörten Stadt Magdeburg. Sehr häufig stand im Vordergrund der arbeitende Mensch.
Losito war 1946 in Magdeburg auf der „Ausstellung der bildenden Künstler des Bezirks Magdeburg“ mit vier Arbeiten vertreten. Anlässlich seines 50. Geburtstages wurde die Werkschau Ein Italiener sieht Deutschland im Schloss Meiningen eröffnet. 98 Gemälde, Aquarelle, Pastelle und Zeichnungen u. a. mit einem Porträt von Prof. Franz Konwitschny, sowie mit Motiven aus seiner Heimat Süditalien, boten einen Überblick über sein bisheriges künstlerisches Schaffen.
Losito war Mitglied im Kulturbund der DDR. Der aufrechte Katholik wurde jedoch aufgrund seiner öffentlichen Kritik am System DDR 1956/57 wieder ausgeschlossen, war aber seit den 1960er Jahren wieder Gastmitglied.
Luigi Losito lebte von Grünheide kommend ab 1962 im Berliner Bezirk Köpenick und mietete in der Köpenicker Seelenbinderstrasse ein Atelier und in der Parrisiusstrasse eine kleine Wohnung. Der Italiener hinterließ nach seinem Tod im Jahre 1992 einen umfangreichen Fundus mit mehreren hundert Werken.
Luigi Losito wurde mit Werkausstellungen u. a. in Eisenach und Berlin geehrt.
Luigi Losito war befreundet mit Otto Nagel, Paul Kuhfuss, Ursula Wendorff-Weidt, Heinz Rühmann, Hertha Feiler und Willy Fritsch.

## Werk
Neben zwei Arbeiten im öffentlichen Raum (Altarbild Alte Klosterkirche Meyendorf, Sachsen-Anhalt und Deckengemälde Kapelle der italienischen Mission, Berlin-Zehlendorf) umfasst sein Werk ca. 1000 Gemälde und Zeichnungen in den verschiedensten Techniken, aber auch Plastiken in Ton, Holz und Bronze. Eine repräsentative Auswahl seiner Werke zeigt das Ausstellungsverzeichnis des Schloßmuseums Meiningen von 1955. Seine Arbeiten sind fast zu 100 Prozent in Privatbesitz.

### Malerei (Auswahl)
- Bergbäuerin (Öl, 1943)[2]
- Der Wiederaufbau am Breiten Weg in Magdeburg (Öl, 1952)[3]
- Aufbau der Wilhelm-Pieck-Brücke in Magdeburg (Aquarell, um 1953)[4]
- Yachtwerft Köpenick (Öl auf Leinwand, 78 × 100 cm, 1974; Auftragswerk des Ost-Berliner Senats; Kunstarchiv Beeskow)

### Plastik (Auswahl)
- Die ersten Schreie (Holz, Porträtplastik; 1938)[5]